# Ken Dodd

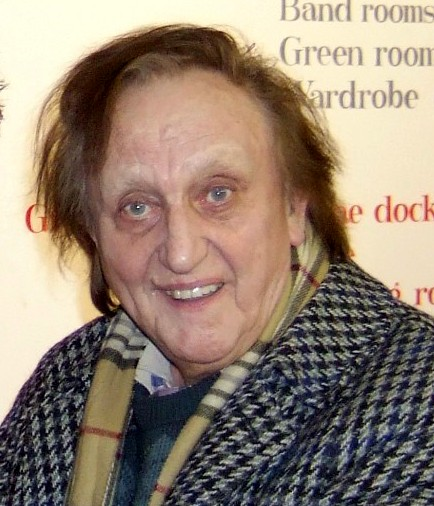
Ken Dodd (2007)

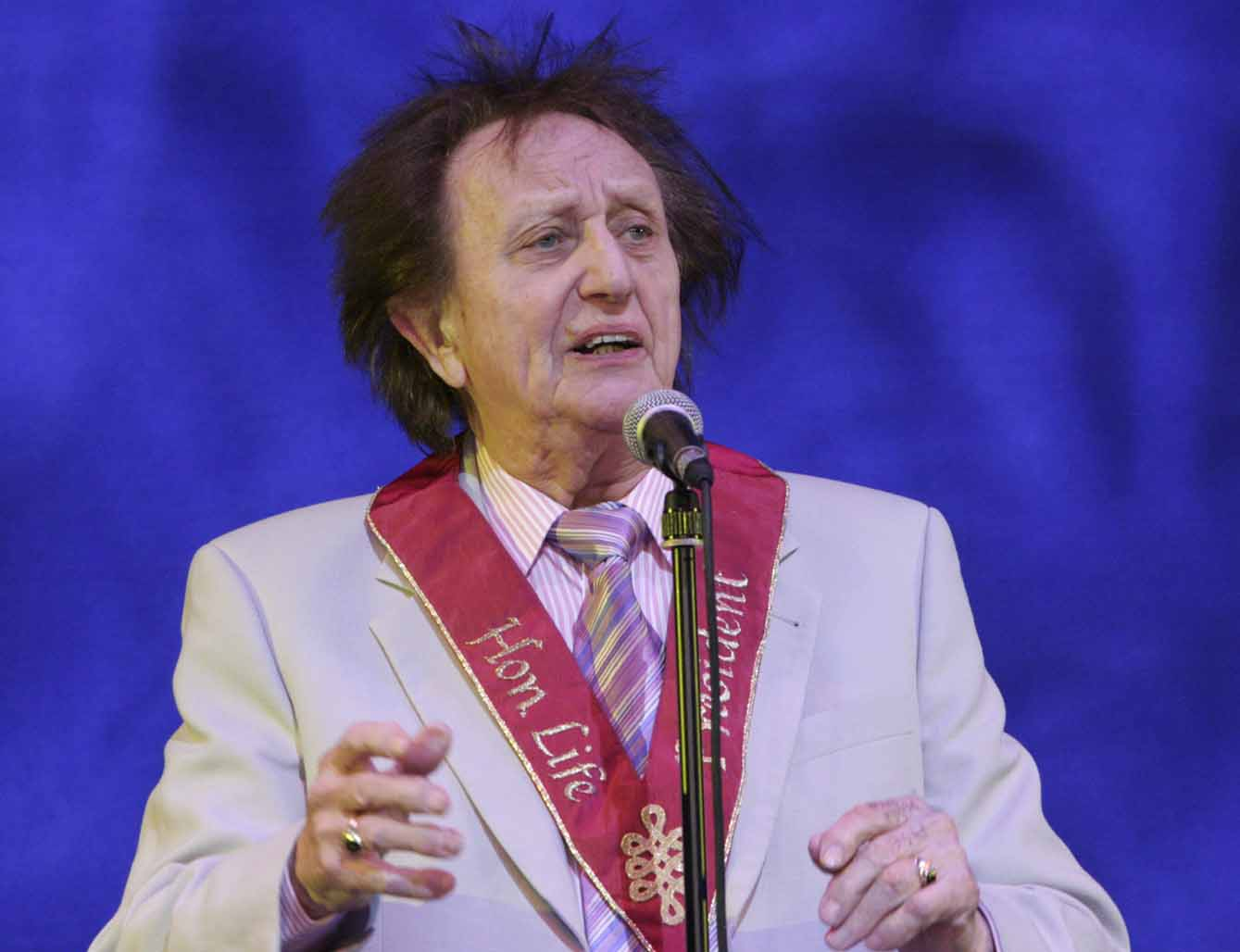
Ken Dodd erhält die Anerkennung zum Ehrenvorsitzenden des englischen Zaubervereins Blackpool Magicians Club, 2010

Sir Kenneth Arthur Dodd, OBE (* 8. November 1927 in Liverpool; † 11. März 2018 ebenda) war ein britischer Sänger, Schauspieler, Komiker, Bauchredner und Entertainer.

## Leben und Wirken
Nachdem Kenneth „Ken“ Dodd schon während seiner frühen Kindheit als Entertainer für Mitschüler und Freunde aufgefallen war, bewarb er sich mit 13 Jahren bei einem Liverpooler Theater als Tänzer und bekam die Rolle.
Nach der Schule arbeitete er zunächst im Kohlenhandel seines Vaters, bevor er als Vertreter Töpfe und Pfannen an den Haustüren seiner Heimatstadt verkaufte. Daneben trat er in verschiedenen Clubs als Alleinunterhalter auf und machte dies 1954 zu seinem Hauptberuf. Er studierte die Theorien, die Philosophen wie Freud, Kant oder Schopenhauer über das Lachen vertraten, und beobachtete sehr genau die Reaktionen des Publikums auf seine Späße. Anschließend feilte er penibel an seinen Auftritten, um eine möglichst perfekte Vorstellung zu erzielen.
Innerhalb kürzester Zeit wurde Dodd ein Komikerstar. Seine Markenzeichen waren seine hervorstehenden Zähne, die er für 10.000 englische Pfund versichert hatte, und seine Haare, die stets gewaltig zu Berge standen.
Daneben betätigte er sich immer wieder als Sänger von romantischen Balladen. Seit November 1962 wurde er von dem auf Balladen spezialisierten Norman Newell produziert. Im August 1965 hatte er seinen größten Erfolg mit dem Nummer-eins-Hit und Millionenseller Tears. Dieses Lied hatten die US-Amerikaner Frank Capano und Billy Uhr bereits 1929 für Rudy Vallée geschrieben. Von Tears wurden über zwei Millionen Exemplare verkauft, die Single zählt damit zu den in Großbritannien am häufigsten verkauften Singles aller Zeiten. Sie übertraf umsatzmäßig sogar während der Beatwelle den Beatles-Hit Help!. Dodd konnte von 1960 bis in die 1980er Jahre immer wieder Lieder in den UK-Charts platzieren.
Nebenher beschäftigte sich Ken Dodd auch mit der Zauberkunst und hier besonders mit dem Bauchreden. 1995 trat er mit einer entsprechenden Darbietung in der bekannten englischen Paul Daniels-Magic Show auf. 2010 wurde er zum Ehrenpräsidenten des englischen Zaubervereins Blackpool Magicians Club ernannt.
Im Zuge der New Year Honours 2017 wurde Dodd von der britischen Königin zum Knight Bachelor erhoben. Der auch im Radio zum Star gewordene Künstler gilt als letzter großer Komödiant der Music Hall. Er lebte sein ganzes Leben in seinem Geburtshaus in Liverpool, wo er auch starb.

## Diskografie

### Alben
| Jahr | Titel                        | Höchstplatzierung, Gesamtwochen, AuszeichnungChartsChartplatzierungen (Jahr, Titel, Platzierungen, Wochen, Auszeichnungen, Anmerkungen) | Anmerkungen                |
| Jahr | Titel                        | UK | Anmerkungen                |
| ---- | ---------------------------- | --- | -------------------------- |
| 1965 | Tears Of Happiness           | UK6 Silber · (12 Wo.)UK | Erstveröffentlichung: 1965 |
| 1966 | Hits For Now And Always      | UK14 (11 Wo.)UK | Erstveröffentlichung: 1966 |
| 1967 | For Someone Special          | UK40 (1 Wo.)UK | Erstveröffentlichung: 1967 |
| 1980 | 20 Golden Greats Of Ken Dodd | UK8 Gold · (12 Wo.)UK | Erstveröffentlichung: 1980 |

Weitere Alben
- 2001: Happiness - The Very Best of (UK: Silber)

### Singles
| Jahr | Titel Album                              | Höchstplatzierung, Gesamtwochen, AuszeichnungChartsChartplatzierungen (Jahr, Titel, Album, Platzierungen, Wochen, Auszeichnungen, Anmerkungen) | Anmerkungen                |
| Jahr | Titel Album                              | UK | Anmerkungen                |
| ---- | ---------------------------------------- | --- | -------------------------- |
| 1960 | Love Is Like A Violin                    | UK8 (18 Wo.)UK | Erstveröffentlichung: 1960 |
| 1961 | Once In Every Lifetime                   | UK28 (18 Wo.)UK | Erstveröffentlichung: 1961 |
| 1962 | Pianissimo                               | UK21 (15 Wo.)UK | Erstveröffentlichung: 1962 |
| 1963 | Still                                    | UK35 (10 Wo.)UK | Erstveröffentlichung: 1963 |
| 1964 | Eight By Ten                             | UK22 (11 Wo.)UK | Erstveröffentlichung: 1964 |
| 1964 | Happiness                                | UK31 (13 Wo.)UK | Erstveröffentlichung: 1964 |
| 1964 | So Deep In The Night                     | UK31 (7 Wo.)UK | Erstveröffentlichung: 1964 |
| 1965 | Tears                                    | UK1 (24 Wo.)UK | Erstveröffentlichung: 1965 |
| 1965 | The River                                | UK3 (14 Wo.)UK | Erstveröffentlichung: 1965 |
| 1966 | Promises                                 | UK6 (14 Wo.)UK | Erstveröffentlichung: 1966 |
| 1966 | More Than Love                           | UK14 (11 Wo.)UK | Erstveröffentlichung: 1966 |
| 1966 | It’s Love                                | UK36 (7 Wo.)UK | Erstveröffentlichung: 1966 |
| 1967 | Let Me Cry On Your Shoulder              | UK11 (10 Wo.)UK | Erstveröffentlichung: 1967 |
| 1969 | Tears Won’t Wash Away These Heartaches   | UK22 (11 Wo.)UK | Erstveröffentlichung: 1969 |
| 1970 | Broken Hearted                           | UK15 (10 Wo.)UK | Erstveröffentlichung: 1970 |
| 1971 | When Love Comes Round Again              | UK19 (16 Wo.)UK | Erstveröffentlichung: 1971 |
| 1972 | Just Out Of Reach (Of My Two Empty Arms) | UK29 (11 Wo.)UK | Erstveröffentlichung: 1972 |
| 1975 | (Think Of Me) Wherever You Are           | UK21 (8 Wo.)UK | Erstveröffentlichung: 1975 |
| 1981 | Hold My Hand                             | UK44 (5 Wo.)UK | Erstveröffentlichung: 1981 |
| 1984 | Little Words                             | UK81 (3 Wo.)UK | Erstveröffentlichung: 1984 |